# Pro čudesa čelovečeskie
Pro čudesa čelovečeskie (Про чудеса человеческие) è un film del 1967 diretto da Vladimir Vasil'evič Monachov.